# 자타이
자타이(베트남어: Gia Thái / 嘉泰 가태 / 1573년 ~ 1577년)는 베트남 후 레 왕조(後黎朝) 세종(世宗) 레 주이 담(黎維潭)의 첫번째 연호이다.
- 찐 주 군주(섭정) : 찐뚱(鄭松)
- 응우옌 주 군주 : 응우옌호앙(阮潢)
- 버우 주 군주 : 부꽁끼(武公紀)

## 개원
- 홍푹(洪福) 2년 1월 1일[1](율리우스력 1572년 2월 2일)에 연호를 자타이(嘉泰)로 개원함.[2][3][4]

- 자타이(嘉泰) 5년 12월 1일[5](율리우스력 1578년 1월 8일)에 연호를 꽝흥(光興)으로 정하고, 다음 해 1월 1일[6](율리우스력 1578년 2월 7일)에 개원함.[2][3][4]

## 연대 대조표
| 자타이 | 서기 (西紀) | 간지 (干支) | 막 왕조 연호   | 응우옌 주 기년  | 명나라 연호     |
| 원년   | 1573년      | 계유 (癸酉) | 숭캉(崇康) 6년 | 선주(僊主) 16년 | 만력(萬曆) 원년 |
| 2년    | 1574년      | 갑술 (甲戌) | 숭캉 7년       | 선주 17년       | 만력 2년        |
| 3년    | 1575년      | 을해 (乙亥) | 숭캉 8년       | 선주 18년       | 만력 3년        |
| 4년    | 1576년      | 병자 (丙子) | 숭캉 9년       | 선주 19년       | 만력 4년        |
| 5년    | 1577년      | 정축 (丁丑) | 숭캉 10년      | 선주 20년       | 만력 5년        |

## 동시대 연호

### 베트남
막 왕조(莫朝)
- 숭캉(崇康) (1568년 ~ 1578년)

### 중국
명(明)
- 융경(隆慶) (1567년 ~ 1572년)
- 만력(萬曆) (1573년 ~ 1620년)

### 일본
- 겐키(元龜) (1570년 ~ 1573년)
- 덴쇼(天正) (1573년 ~ 1592년)

## 같이 보기
- 다른 왕조의 같은 연호
  - 남송(南宋) 가태(嘉泰, 1201년 ~ 1204년)

- 베트남의 연호